# Vrata pekla (film)
Vrata pekla (japonsko 地獄門, Hepburn Jigokumon) je japonski film jidaigeki iz leta 1953, ki ga je režiral in zanj napisal scenarij Teinosuke Kinugasa. Temelji na drami Kana Kikučija Kesa no otto iz leta 1923. V glavnih vlogah nastopata Kazuo Hasegava in Mačiko Kjo. Zgodba prikazuje samuraja Morita Enda (Hasegava), ki reši damo Keso (Kjo) in se želi z njo poročiti, toda ugotovi, da je že poročena, kar pa ga ne ustavi. Film je posnet v tehniki Eastmancolor in je prvi barvni film studia Daiei Film in prvi japonski barvni film, ki je izšel tudi v tujini.
Premierno je bil prikazan 31. oktobra 1953 v japonskih kinematografih in je naletel na dobre ocene kritikov. Na Filmskem festivalu v Cannesu je kot prvi japonski film osvojil glavno nagrado Grand Prix, na 27. podelitvi pa je osvojil častnega oskarja za najboljši tujejezični film in oskarja za najboljšo kostumografijo v barvnem filmu. Osvojil je tudi New York Film Critics Circle Award za najboljši tujejezični film in zlatega leoparda na Mednarodnem filmskem festivalu v Locarnu.

## Vloge
- Kazuo Hasegava kot Morito Endo
- Mačiko Kjo kot dama Kesa
- Isao Jamagata kot Vataru Vatanabe
- Jataro Kurokava kot Šigemori
- Kotaro Bando kot Rokuroh
- Džun Tazaki kot Kogenta
- Koreja Senda kot Taira no Kijomori
- Masao Šimizu kot Nobujori
- Tacuja Išiguro kot Jačuta
- Kendžiro Uemura kot Masanaka
- Gen Šimizu kot Saburosuke
- Mičiko Araki kot Mano
- Jošie Minami kot Tone
- Kikue Mori kot Sava
- Rjosuke Kagava kot Jasutada
- Kunitaro Savamura kot Moritada